# Convento di Sant'Antonio (Ischia)

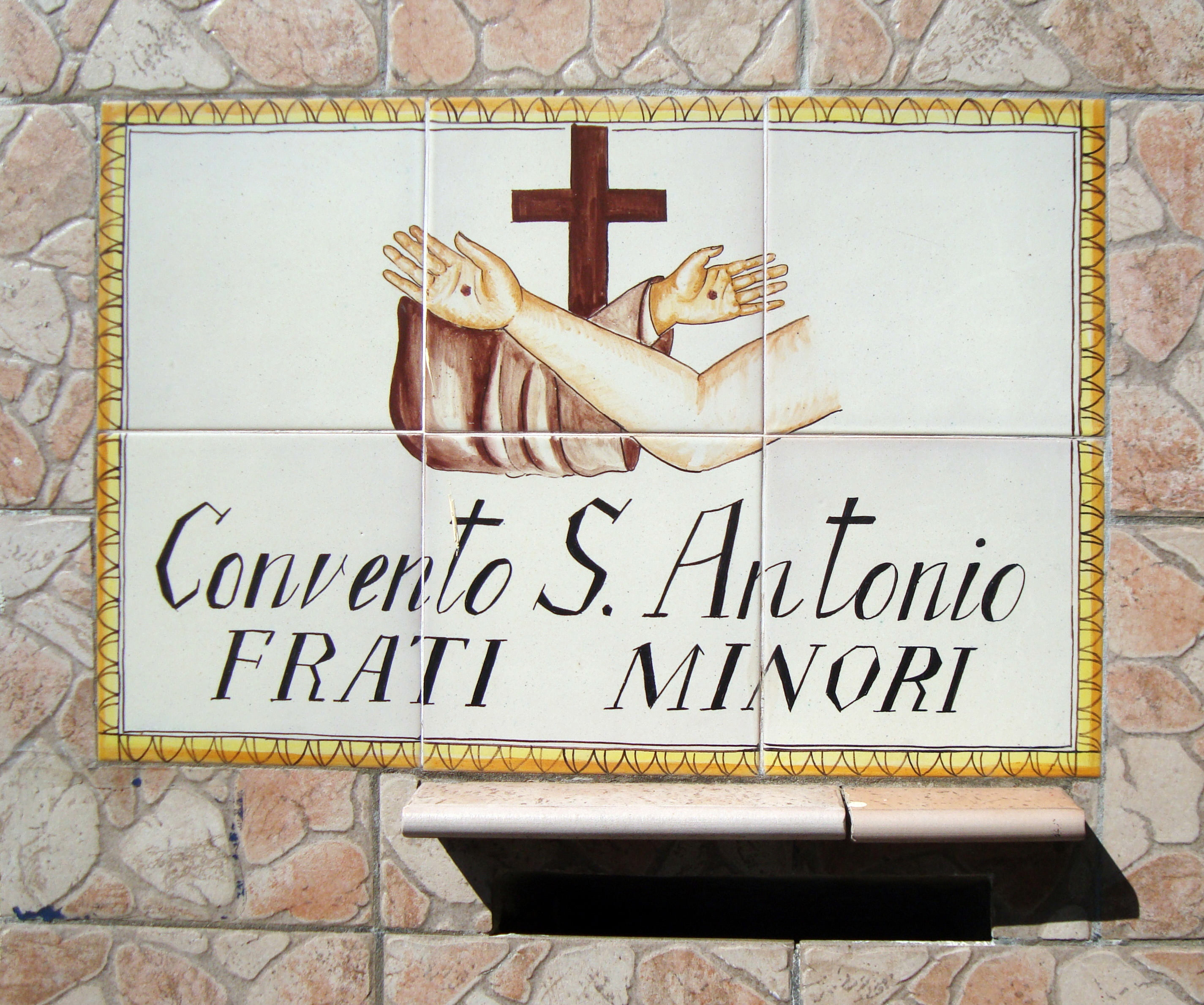
Targhetta presente all'ingresso del convento di Sant'Antonio

Il convento di Sant'Antonio, ora intitolato a S. Maria delle Grazie, è situato nel comune di Ischia e, più precisamente, in località "La Mandra", così denominata perché vi stanziavano le greggi. Si ritiene che sia il più antico convento francescano, non soltanto dell'isola, ma dell'intera Campania e della primitiva "Provincia di Terra di Lavoro".

## Storia

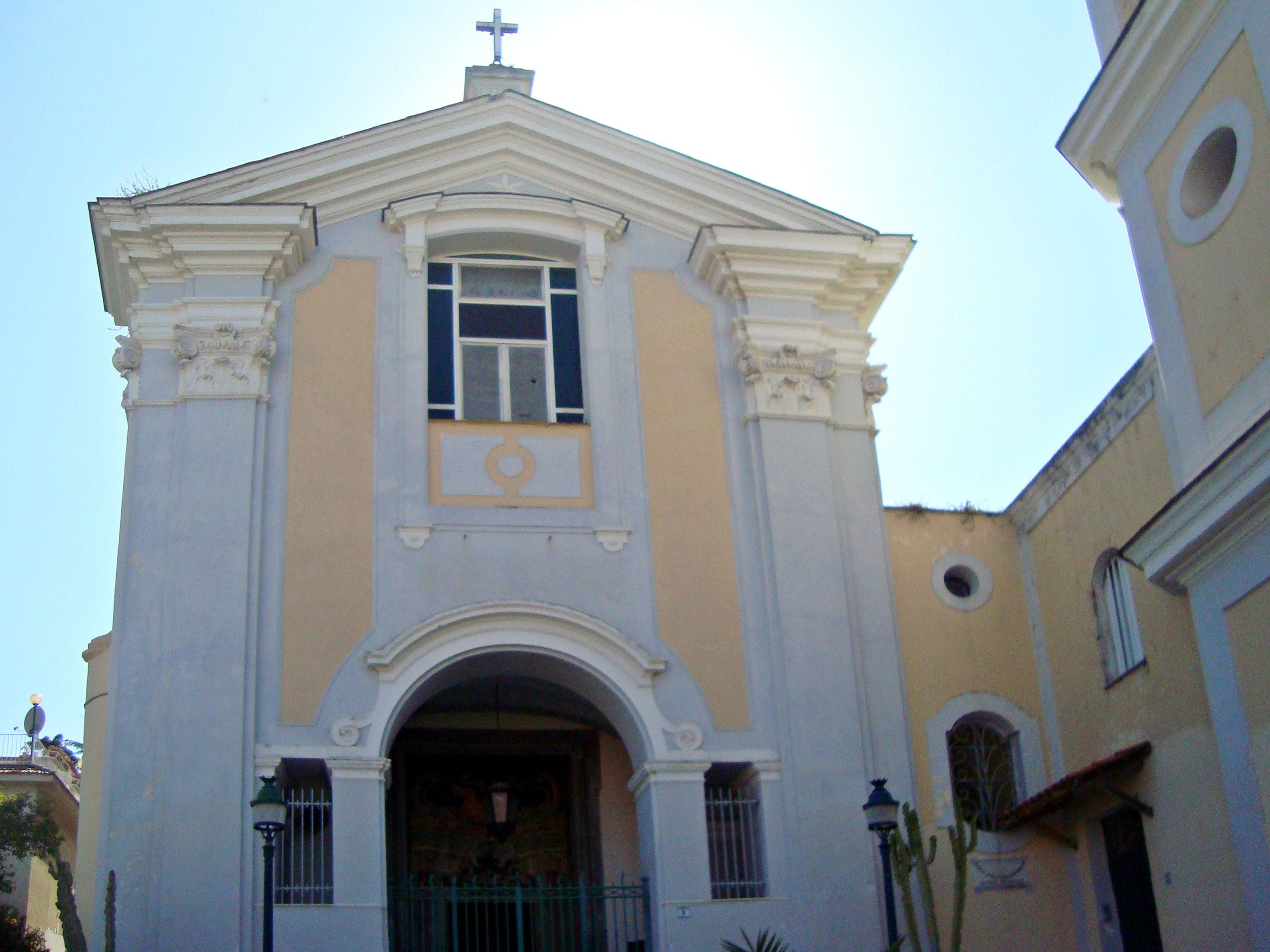
Chiesa di Santa Maria delle Grazie, annessa al convento di Sant'Antonio

Secondo gli storici francescani sarebbe stato fondato nel 1225, ancora vivente san Francesco.
La struttura fu eretta dai superstiti di una terribile epidemia, i quali, in segno di devozione, chiamarono nell'isola i frati minori e costruirono il convento e la chiesa di S. Maria delle Grazie.
Nel 1301, la lava vulcanica, uscita dai fianchi dei monti della zona di Fiaiano, seppellì il piccolo convento, ma gli ischitani, per devozione a San Francesco, lo fecero risorgere più grande e più bello di prima. Nelle varie suddivisioni interne dell'Ordine francescano, qui abitarono i Conventuali.
Nel 1715, la chiesa ed il convento furono notevolmente ampliati e, quest'ultimo, raggiunse la forma attuale. Nel 1806 il governo francese, che occupava il Regno di Napoli, in virtù delle norme che soppressero ed incamerarono i beni degli ordini religiosi, espulse i Conventuali dalla struttura. Nel 1810 ne presero possesso le monache clarisse che, fin dal 1577, erano giunte nella città grazie all'opera di Beatrice Quadra e vivevano nel monastero di S. Maria della Consolazione, presente sul castello Aragonese. Espulse anch'esse dal loro monastero, ripararono nel convento dei Frati Conventuali, restandovi dal 1810 fino al 1911, nonostante il decreto di espulsione del 7 luglio 1866.
Nel 1919, l'amministrazione comunale richiamò i francescani e, il 20 marzo 1920, i Frati Minori ne presero nuovamente possesso, portandovi gli studenti aspiranti all'ordine e fondandovi una affollata scuola tecnica.
Il convento, già stabilizzato ed ingrandito nel 1715, aveva dal 1773 una nuova chiesa ben funzionale di stile barocco. Vi abitarono importanti personalità, come il beato Bonaventura da Potenza (1651-1711), di cui è presente ancora la cella, dove abitò dal 1688 al 1700.
All'interno del complesso, sono presenti tavole quattrocentesche di scuola veneta, alcune delle quali attribuite a Vivarini (probabilmente Bartolomeo, presente a Napoli in quel periodo) e due dell'isolano Alfonso di Spigna (sec. XVIII).
Una parte del convento ospita, inoltre, la "Biblioteca Antoniana", un archivio contenente oltre ventimila volumi, affiancato da una sala conferenze, dove è conservato un prezioso dipinto raffigurante Vittoria Colonna, realizzato dal pittore francese Jules Joseph Lefebvre.